# Marosvásárhelyi vár
A marosvásárhelyi vár a település belvárosában található. Erdély és Székelyföld egyik legnagyobb vára, megközelítőleg 4,5 hektáron fekszik és 7 bástyával rendelkezik (Kapubástya, Szabók-bástyája, Mészárosok-bástyája, Kádárok-bástyája, Szűcsök-bástyája egybeépülve a lépcsőtorony Lakatosok-bástyájával, Vargák-bástyája és Kisbástya). A vár udvarának délnyugati részén a református Vártemplom, a délkeleti részen a várparancsnoki épület fekszik.

## Története
1492-ben Báthory István erdélyi vajda egy erődöt építtetett az itt álló templom és kolostor köré a székelyek könnyebb ellenőrzéséért. Az erődöt 1601-ben (Basta és Mihály vajda idején) lerombolták. 1602-ben Borsos Tamás (látva a brassói vár védelemnyújtó szerepét) rávette a város polgárságát a vár felépítésére, melyet 1658 körül fejeztek be. 1910-ig a vár körül védőárok is volt, amelyet városrendezési okokból szüntettek meg. A vár nyugati oldalán kettős falat húztak fel, mivel itt a várárok nem nyújtott védelmet. 1962-ig a várban levő épületek (a vártemplom és a hozzá tartozó épület kivételével) katonai célokat szolgáltak. Ekkor úgy határoztak, hogy az épületeket múzeumokká alakítják, és a vár területén pihenőparkot hoznak létre.
2012-ben nagyszabású felújítási munkálatok kezdődtek Európai Uniós forrásokból, melynek tervét még 1999-ben rendelték meg. Ennek során újrafödték illetve restaurálták a várfalakat és a belső épületeket, helyreállították a várudvari sétányokat, parkosítást végeztek. A vár udvarán lévő ásatások befejeztével egy új épület, a Bolyai János geometriájára alapozó geodézikus kupola épült.

## Képek

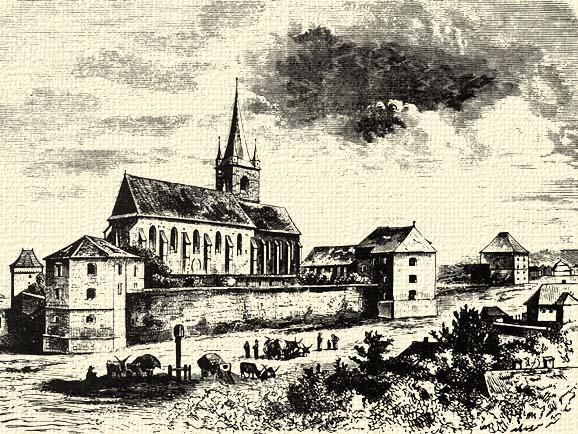
A vár a Vártemplommal egy régi képen
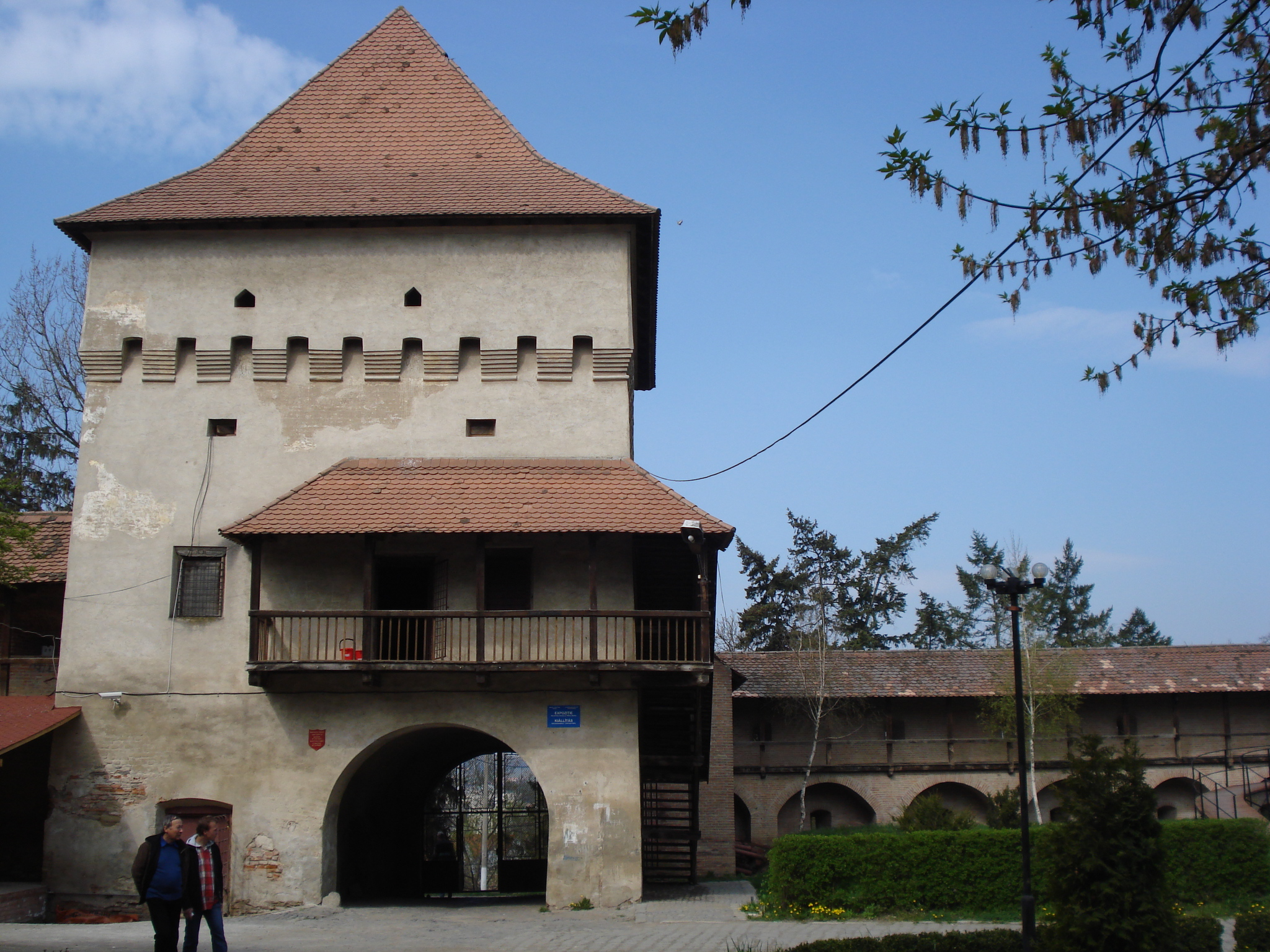
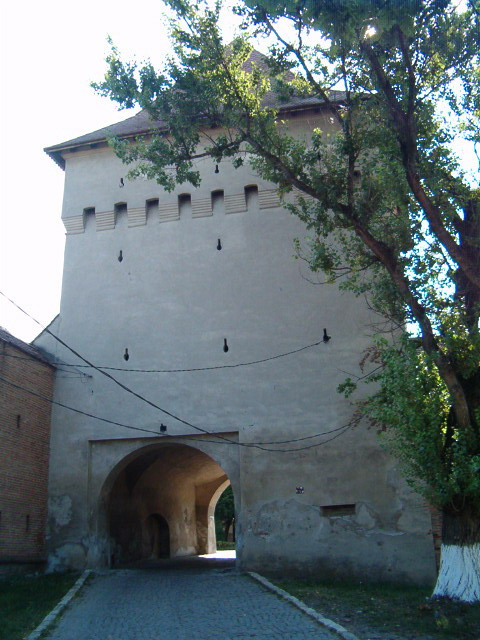
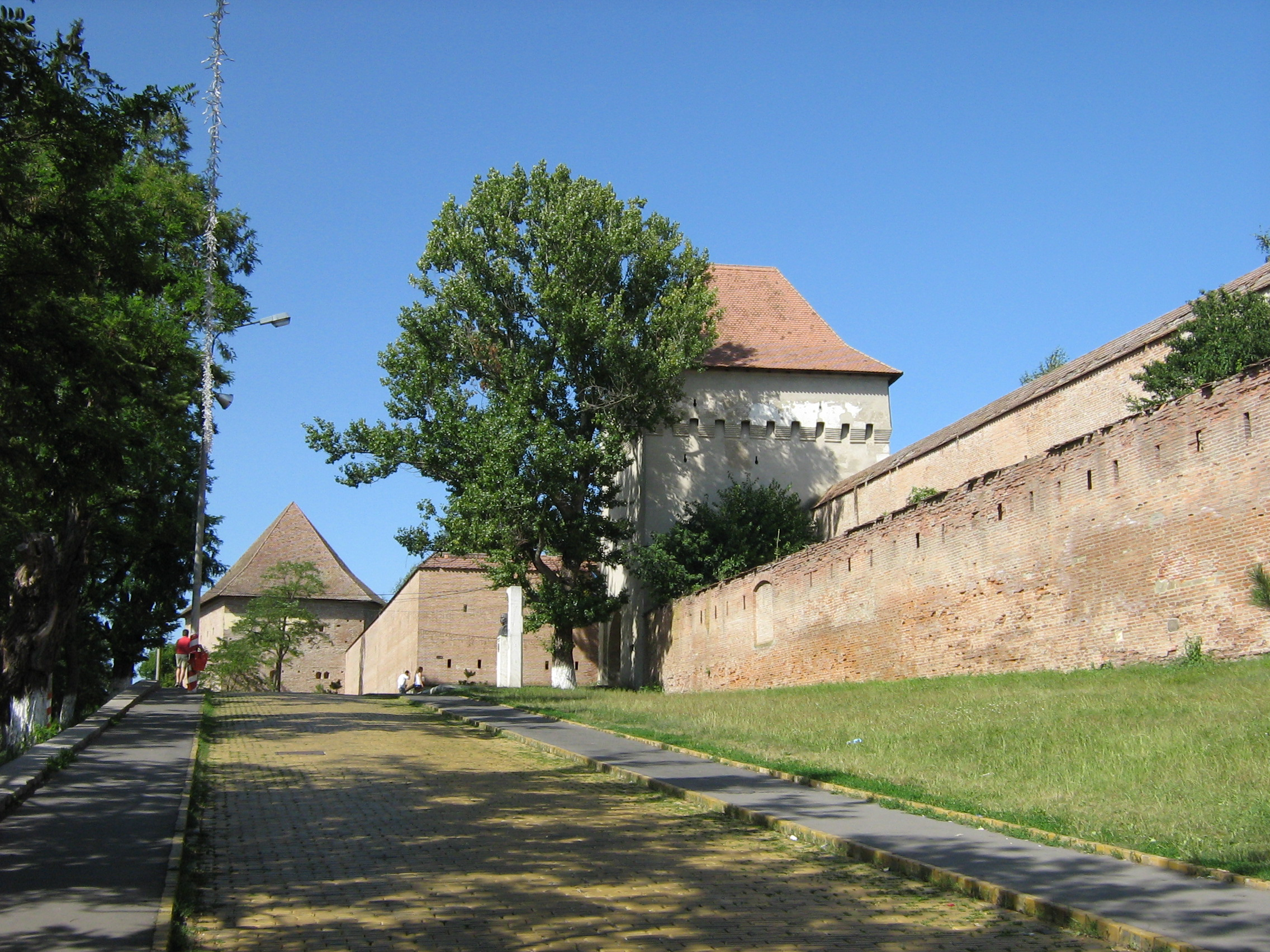
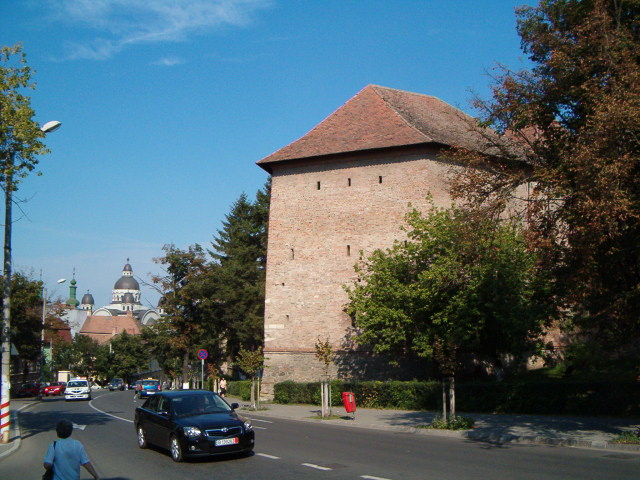
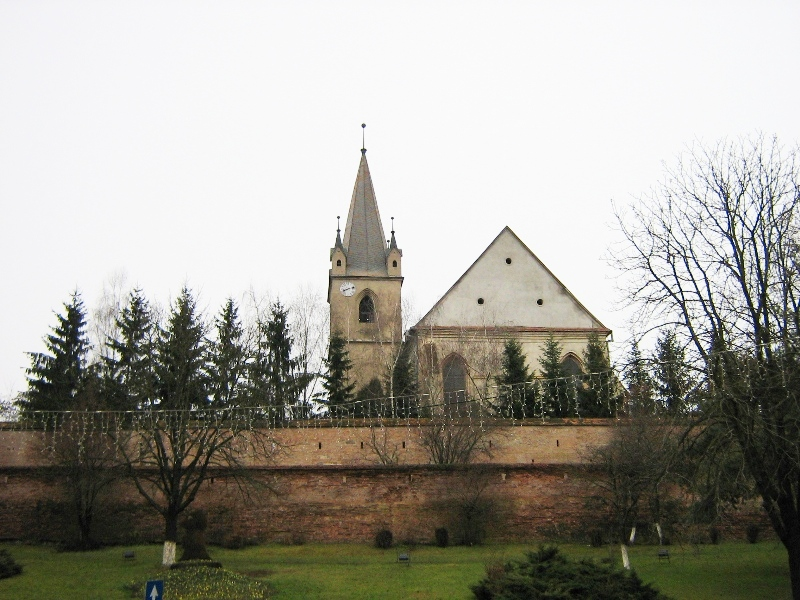
A vár a Vártemplommal 2007-ben
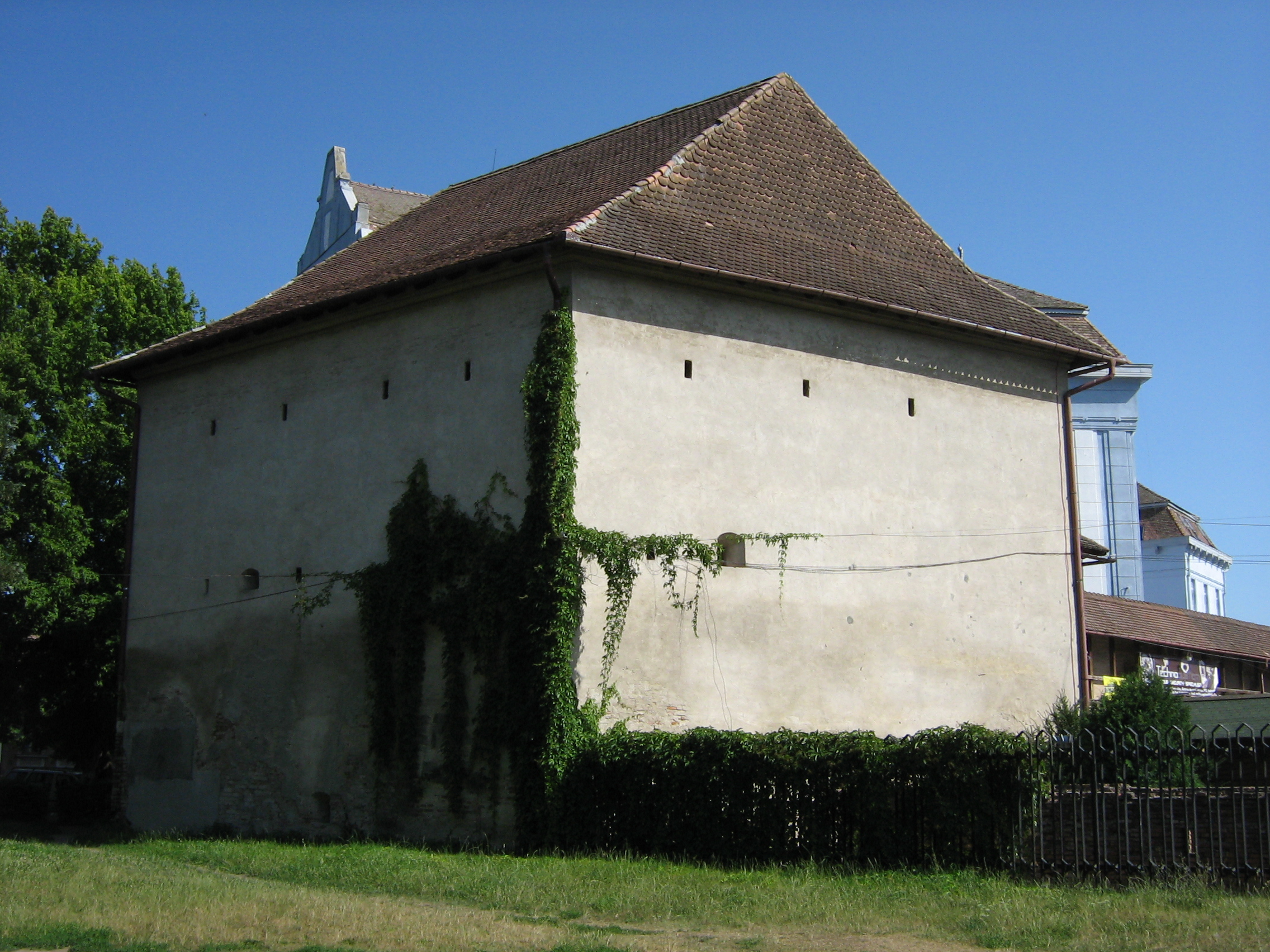
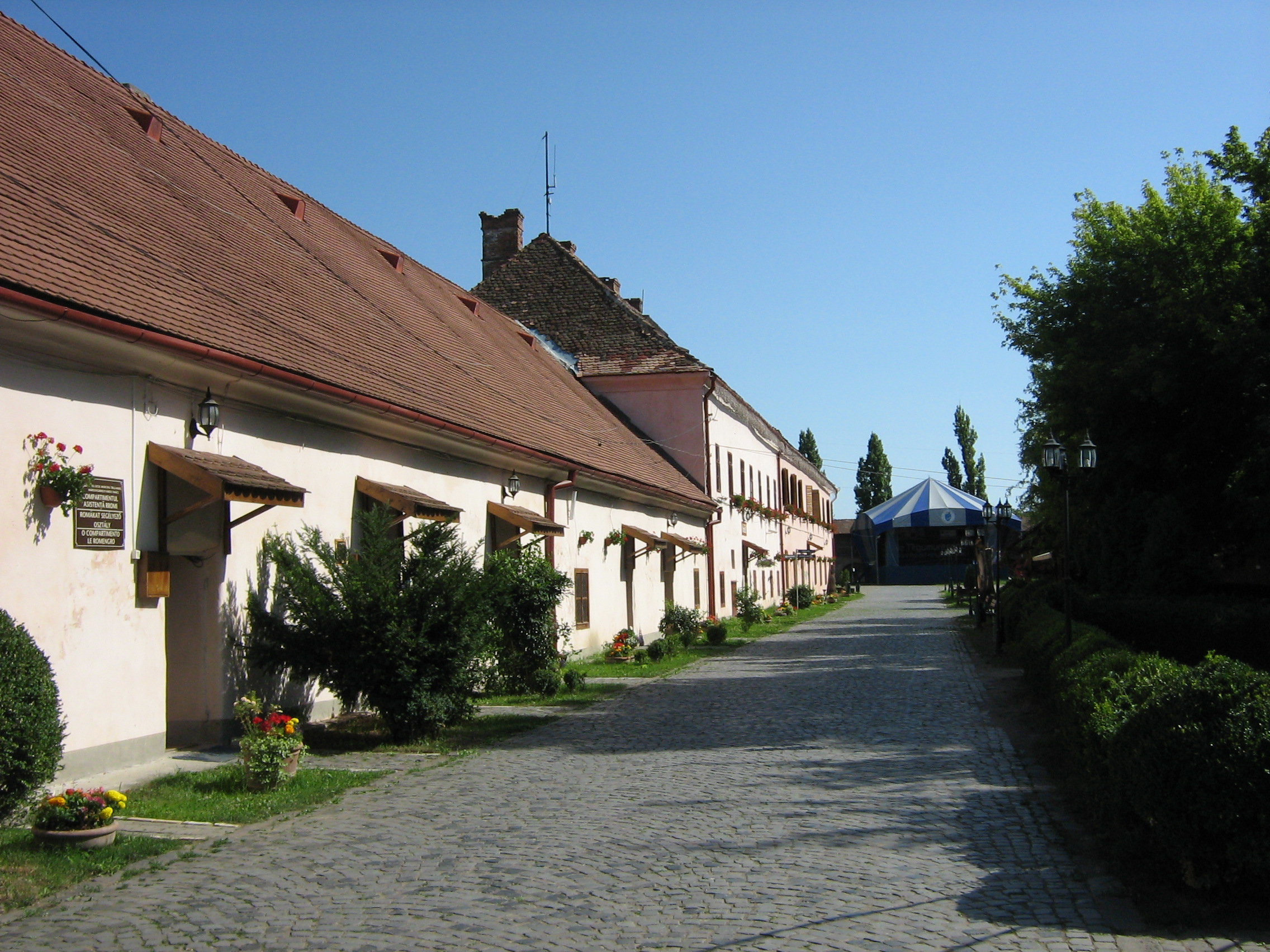
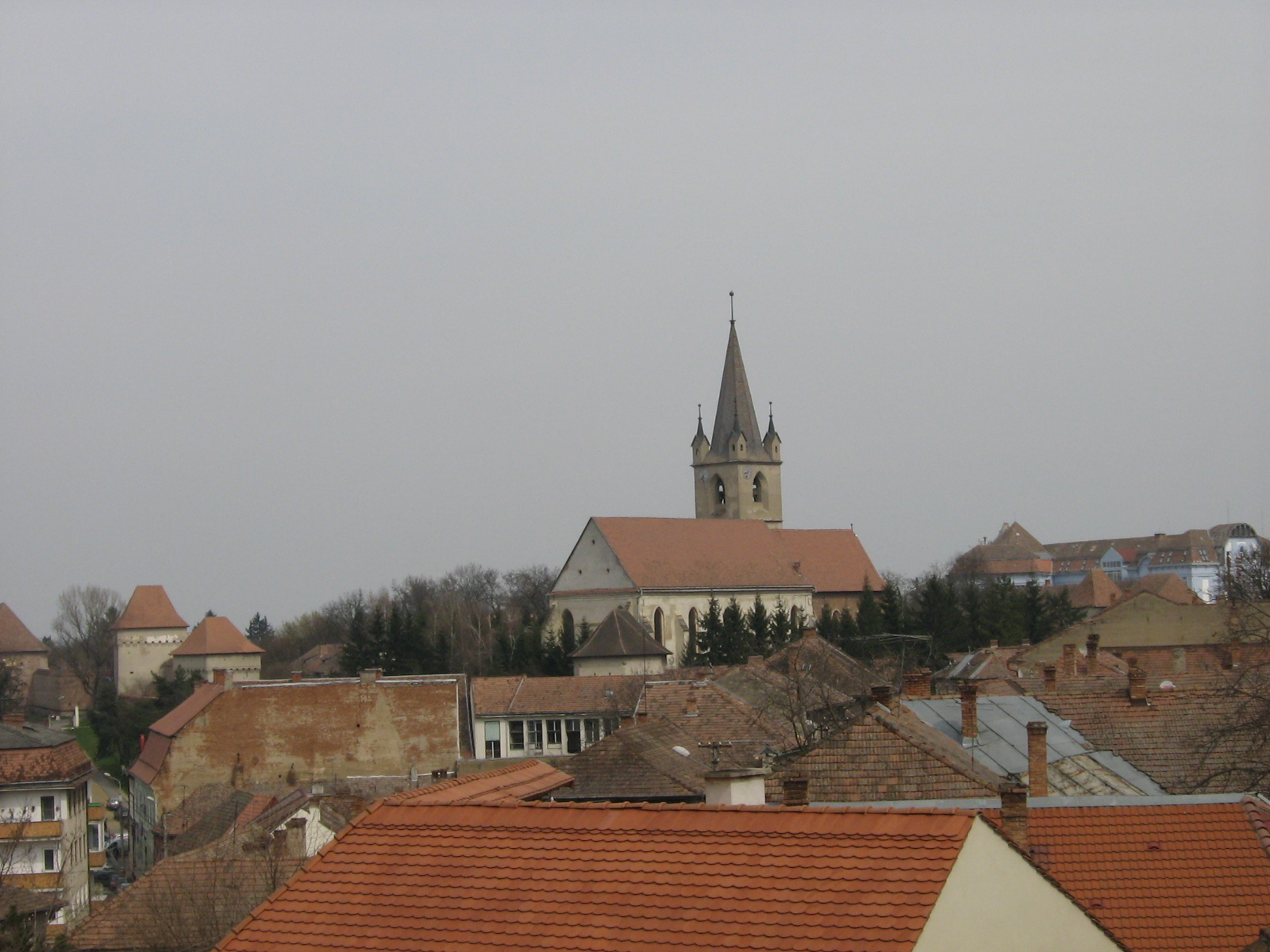
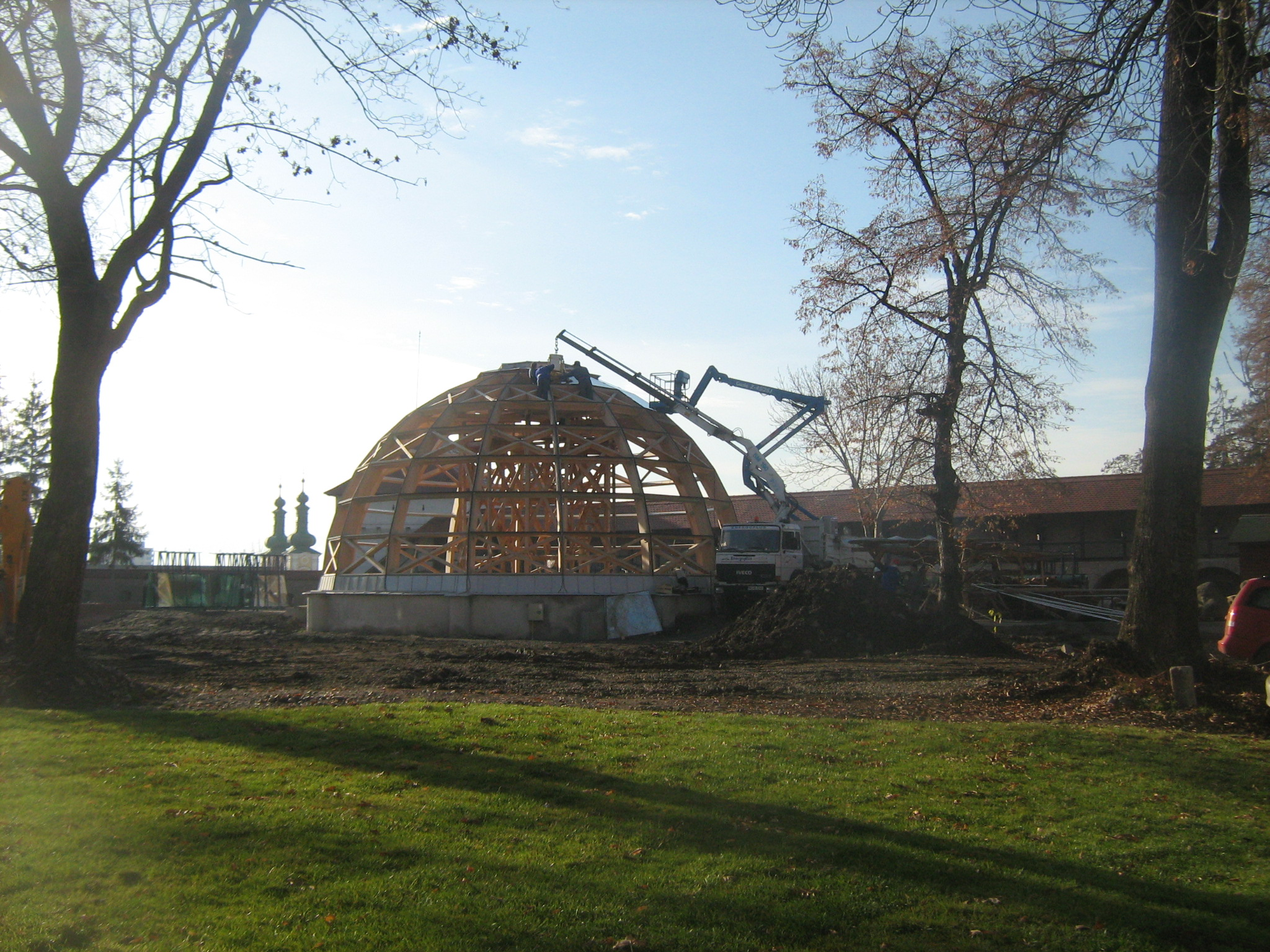
Az épülő geodézikus kupola (2014)
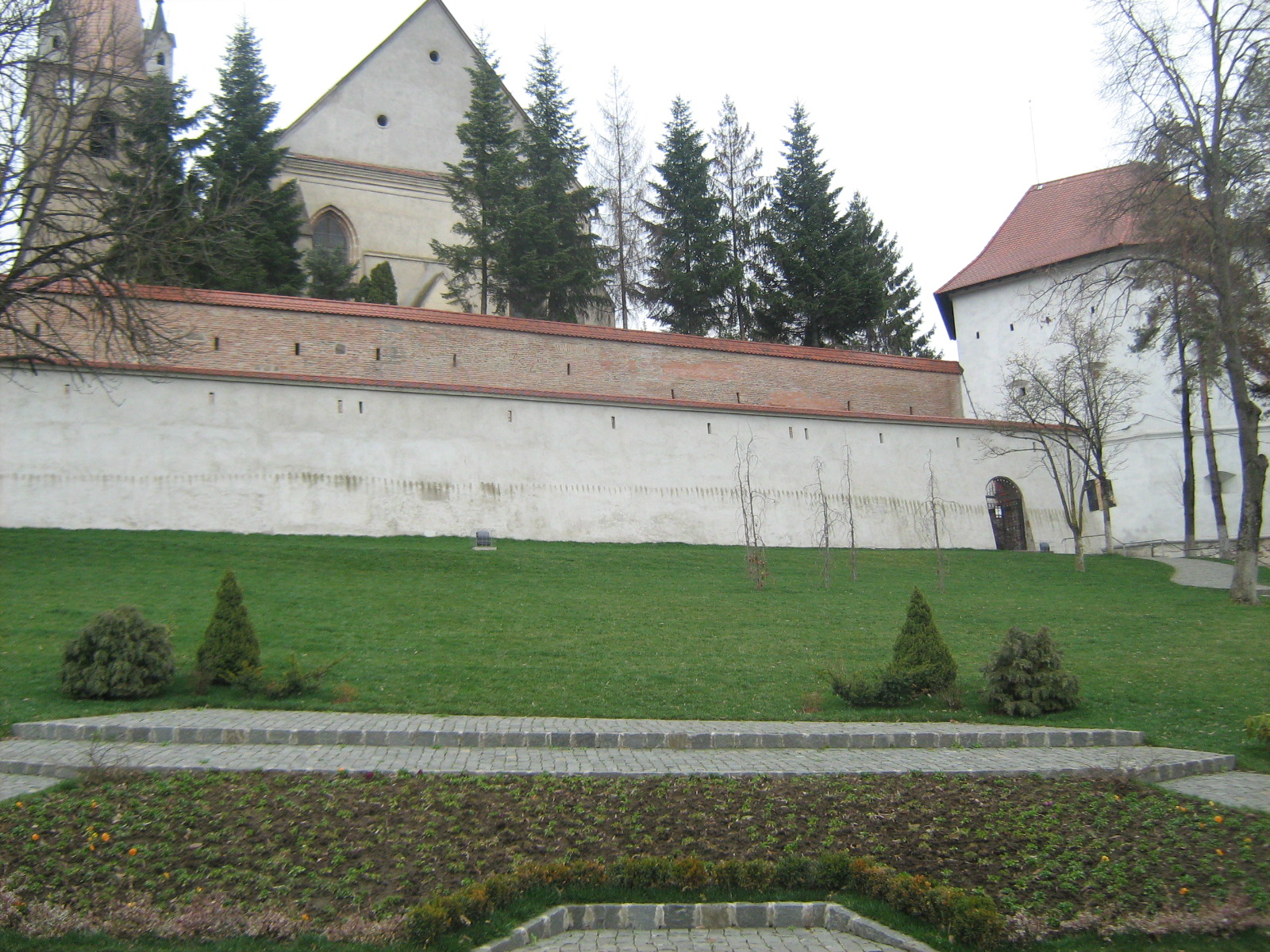
A restaurált várfal és a Vargák-bástyája 2015-ben

## Külső hivatkozások
- A veszedelemtől óvó létesítmény: a marosvásárhelyi vár – Erdély.ma, 2014. január 24.
- A vár Marosvásárhely térképén
- Kőváry László: Erdély régiségei és történelmi emlékei (Horizont Kiadó, 2000)
- Marosvásárhelyi útikalauz (Impress Kiadó, Marosvásárhely, 2000)
- Képek a Marosvásárhelyi várról